# Kyle Larson
Kyle Miyata Larson (Sacramento, Califórnia, 31 de julho de 1992) é um piloto de automobilismo americano. Atualmente disputa a NASCAR Cup Series.
Larson juntou-se à equipe Chip Ganassi Racing da temporada de 2014 até o início da temporada de 2020 no carro número 42. Nesta equipe, ele conquistou nove vitórias em corridas. Ele foi suspenso das autoridades da NASCAR e então despedido da equipe Ganassi em abril de 2020 devido a um incidente de sentenças racistas em uma corrida virtual.
A NASCAR restaurou o status de Larson em outubro de 2020. Começando a temporada de 2021, ele correu na equipe Hendrick Motorsports no carro número 5. Venceu 4 corridas em sequencia.